# Plaques de matrícula de les nacions tribals dels Estats Units d'Amèrica
Diverses nacions tribals americanes dels Estats Units d'Amèrica poden registrar i emetre plaques de matrícula pels vehicles amb motor. Les plaques poden mostrat o no el nom de l'estat al qual estan estretament associades.
L'estatus legal d'aquestes plaques de matrícula varia segons si la nació té el reconeixement del govern federa o del govern estatal, ja que llavors poden matricular tant vehicles oficials com de particulars o només d'oficials. Així mateix les nacions reconegudes federalment també poden llogar vehicles a través de l'Administració de Serveis Generals dels EUA en determinades circumstàncies. Aquests vehicles porten matrícules del govern dels EUA.

## Matrícules de nacions americanes per estat
Llista de nacions tribals amb permís per emetre matrícules i que estan reconegudes per l'estat corresponent.

### Alaska
- Chickaloon (estat legal desconegut)
- Susitna (estat legal desconegut)

### Carolina del Nord
- Banda oriental d'indis Cherokee (només permesa per a membres de la tribu. Els vehicles oficials porten una matrícula estàndard de l'estat amb la paraula "PERMANENT")[3]

### Colorado
- Tribu Southern Ute[4]
- Tribun Ute Mountain

### Dakota del Nord

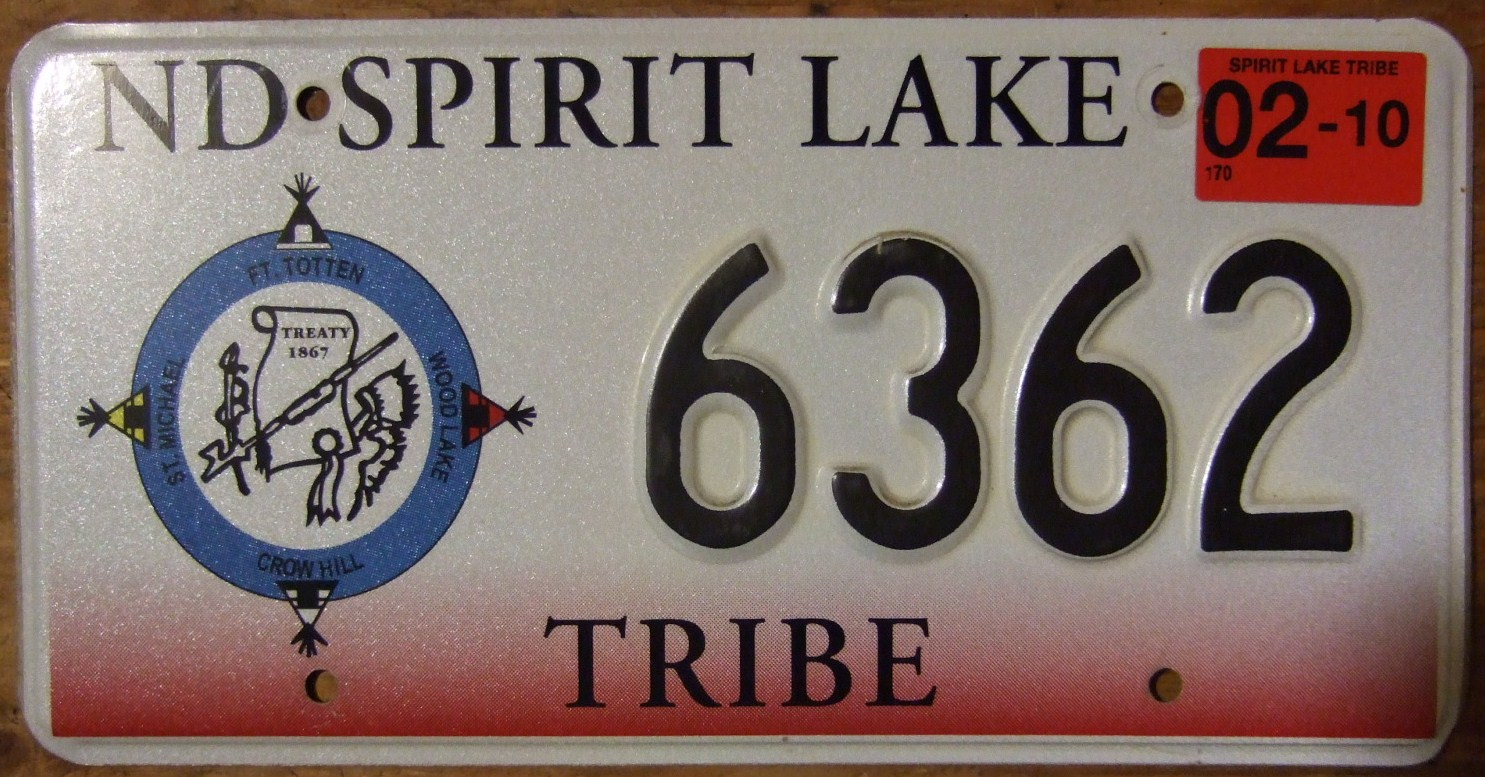
Matrícula de 2010 de la tribu Spirit Lake de Dakota del Nord.

- Tribu Spirit Lake (permís per a tot tipus de vehicles)[5]
- Tres Tribus Afiliades (permís per a tot tipus de vehicles)[6]
- Banda Turtle Mountain de Chippewa (permís per a tot tipus de vehicles)[7]

### Delaware
- Associació Índia Nanticoke (només per a membres de la tribu)[8]

### Florida
- Tribu indis Miccosukee de Florida (només per a membres de la tribu)[9]
- Tribu Seminola de Florida (només per a membres de la tribu)[10]

### Kansas
- Tribu Iowa de Kansas i Nebraska (des del 2010, la tribu va començar a emetre matrícules als membres que vivien a Kansas i Nebraska)[11]
- Tribu Kickapoo (només s'emeten matrícules oficials)[11]
- Banda Potawatomi Prairie (només s'emeten matrícules pel govern tribal)[11]

### Maine
- Nació Penobscots (només pels representants indis a la legislatura estatal. Actualment aturat)[12]
- Tribu Passamaquoddy (només pels representants indis a la legislatura estatal. Actualment aturat)[12]
- Confederació Wabanaki (les matrícules amb la inscripció "Wabanaki", estan restringides als membres de la Confederació)[13]

### Maryland
- Tribu Piscataway-Conoy de Maryland (només permesa per a membres de la tribu)[14]

### Michigan
- Comunitat índia de Keweenaw Bay (permís per a tot tipus de vehicles)[15]
- Comunitat índia de Bay Mills (permís per a tot tipus de vehicles)[16]
- Tribu Saginaw Chippewa (permís per a tot tipus de vehicles)[17]

### Minnesota
- Reserva índia de Red Lake (permís per a tot tipus de vehicles)[18]
- Reserva índia de White Earth (permís per a tot tipus de vehicles)[19]
- Reserva índia de Fond du Lac (permís per a tot tipus de vehicles)[20]
- Reserva índia de Grand Portage (permís per a tot tipus de vehicles)[21]
- Banda Leech Lake d'Ojibwe (permís per a tot tipus de vehicles)[22]
- Banda Mille Lacs d'Ojibwe (permís per a tot tipus de vehicles)[23]
- Banda Bois Forte de Chippewa (permís per a tot tipus de vehicles)[24]

### Nebraska
- Tribu Iowa de Kansas i Nebraska[25]

### Oklahoma

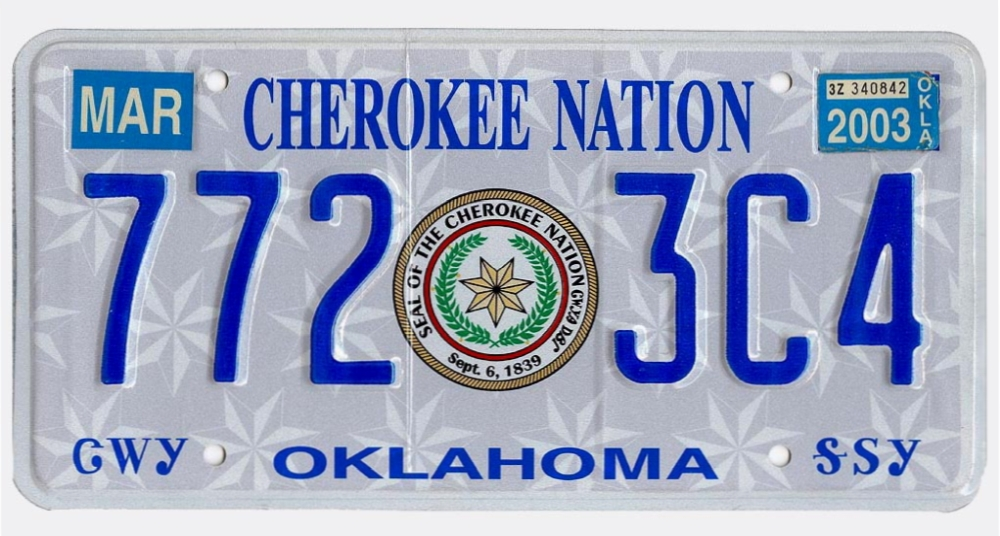
Matrícula de la Nació Cherokee d'Oklahoma.

- Tribu d'indis Absentee-Shawnee(permís per a tot tipus de vehicles)[26]
- Tribu Apache d'Oklahoma (permís per a tot tipus de vehicles)[27]
- Nació Caddo d'Oklahoma (permís per a tot tipus de vehicles)[28]
- Nació Cherokee (permís per a tot tipus de vehicles)[29]
- Tribus Cheyenne i Arapaho (permís per a tot tipus de vehicles)[30]
- Nació Chickasaw (només per a membres de la tribu)[31]
- Nació Choctaw d'Oklahoma (només per a membres de la tribu)[32]
- Nació Citizen Potawatomi (només per a membres de la tribu)[33]
- Nació Comanxe (permís per a tot tipus de vehicles)[34]
- Nació Delaware (permís per a tot tipus de vehicles)[35]
- Tribu Eastern Shawnee d'Oklahoma (permís per a tot tipus de vehicles)[36]
- Tribu Iowa d'Oklahoma (permís per a tot tipus de vehicles)[37]
- Nació Kaw (permís per a tot tipus de vehicles)[38]
- Tribu Kickapoo Tribe d'Oklahoma (permís per a tot tipus de vehicles)[39]
- Tribu índia Kiowa d'Oklahoma (permís per a tot tipus de vehicles)[40]
- Tribu Miami d'Oklahoma (permís per a tot tipus de vehicles)[41]
- Tribu Modoc d'Oklahoma (permís per a tot tipus de vehicles)[42]
- Nació Muscogee (permís per a tot tipus de vehicles)[43]
- Nació Osage (permís per a tot tipus de vehicles)[44]
- Tribu Otoe-Missouria (permís per a tot tipus de vehicles)[45]
- Tribu Ottawa d'Oklahoma (permís per a tot tipus de vehicles)[46]
- Nació Pawnee d'Oklahoma (permís per a tot tipus de vehicles)[47]
- Tribu Peoria d'Oklahoma (permís per a tot tipus de vehicles)[48]
- Tribu Ponca d'Oklahoma (permís per a tot tipus de vehicles)[49]
- Tribu Quapaw (permís per a tot tipus de vehicles)[50]
- Nació Fox i Sauk (permís per a tot tipus de vehicles)[51]
- Tribu Shawnee (permís per a tot tipus de vehicles)[52]
- Nació Seminola d'Oklahoma (permís per a tot tipus de vehicles)[53]
- Nació Seneca–Cayuga (permís per a tot tipus de vehicles)[54]
- Tribu Tonkawa (permís per a tot tipus de vehicles des del 2011)[55]
- Banda Unida de Keetoowah d'indis Cherokee (permís per a tot tipus de vehicles)[56]
- Tribu Wichita i Afiliades (permís per a tot tipus de vehicles)[57]
- Nació Wyandotte (permís per a tot tipus de vehicles)[58]

### Texas
- Ysleta del Sur (només per a vehicles oficials)[59]

### Vermont
- Nació Abenaki (escara no són reconegudes per l'estat)[60]

### Washington
- Tribu Colville (només per a vehicles oficials)[61]
- Tribu Kalispel (només per a vehicles oficials des del 2007)[62]
- Tribu Lummi (només per a vehicles oficials des del 1970 i de forma discontínua)[63]
- Nació Índia Makah (només per a vehicles oficials des del 1970 i de forma discontínua)[64]
- Tribu Muckleshoot (només per a vehicles oficials)[65]
- Tribu Puyallup (només per a vehicles del govern tribal)[66]
- Nació Quinault (només per a vehicles del govern tribal)[67]
- Tribu Spokane (només per a vehicles del govern tribal)[68]
- Tribu Tulalip (només per a vehicles del govern tribal)[69]
- Nació Yakama (només per a membres de la tribu)[70]

### Wisconsin

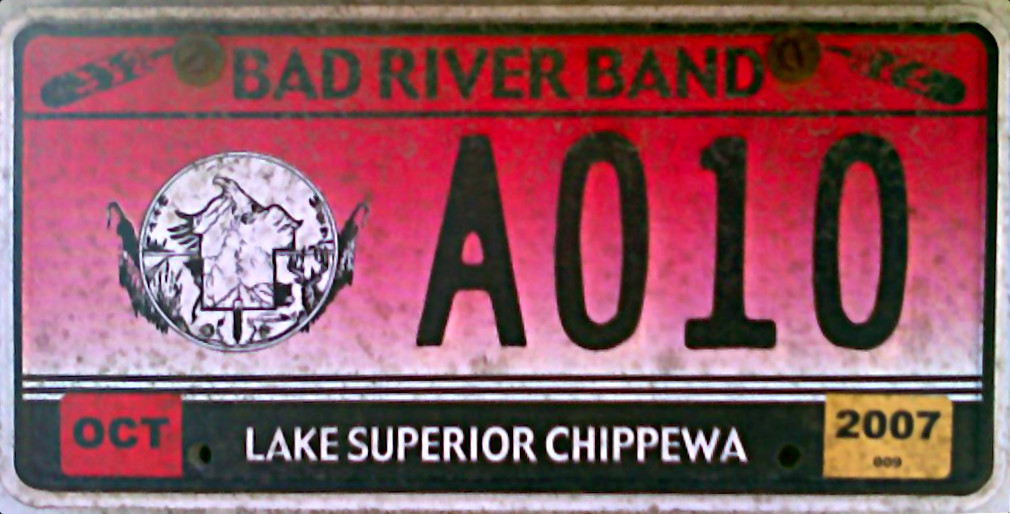
Matrícula de la banda Bad River de Wisconsin.

L'estat de Wisconsin té acords de registre recíproc amb les tribus i bandes índies que s'indiquen a continuació, d'acord amb la Secció 341.409 dels Estatuts de Wisconsin.
- Banda Bad River del Llac Superior Chippewa (permís per a tot tipus de vehicles des del 2006)[72]
- Nació Ho-Chunk (permís per a tot tipus de vehicles)[73]
- Nació Lac Courte Oreilles Ojibwe (permís per a tot tipus de vehicles)[74]
- Nació Lac du Flambeau Ojibwe (permís per a tot tipus de vehicles)[75]
- Nació Menominee (permís per a tot tipus de vehicles)[76]
- Nació Oneida (permís per a tot tipus de vehicles)[77]
- Banda Red Cliff del Llac Superior Chippewa (permís per a tot tipus de vehicles des del 2012)[78]